# Domenico Bonamico
Domenico Bonamico (Cavallermaggiore, 1º gennaio 1846 – Torino, 21 aprile 1925) è stato un ufficiale e ingegnere italiano, noto per i suoi commenti alle opere di Mahan e Callwell.

## Carriera militare
Nel 1861 fu ammesso alla Real Scuola di Marina a Genova. Il 22 aprile 1866 fu promosso guardiamarina di 1ª classe ed assegnato alla corazzata Re di Portogallo e su tale nave partecipò alla battaglia di Lissa. Nel 1870 fu promosso sottotenente di vascello e nel 1872 fu inviato, a Torino, alla Scuola di guerra dell'esercito.
Nel 1875 fu promosso tenente di vascello, grado in cui restò fino al 1878, in tale anno fu assegnato quale professore di Tattica navale alla Scuola di guerra di Torino e successivamente alla Scuola di Marina di Genova. Tra il 1878 ed il 1879 scrisse alcuni articoli sulla Rivista Marittima, impostando organicamente il problema del ruolo delle forze navali nella difesa della nazione.
Tra il 1882 ed il 1886 fu imbarcato sulla corazzata Duilio e sulla fregata Vittorio Emanuele e prestò servizio presso la Direzione Artiglieria, Torpedini e Armi portatili del Ministero della Marina. Nel periodo 1887-1888 fu titolare della cattedra di Tattica navale e successivamente di Arte militare marittima (1889) e di Manovra e Arte militare marittima (1890) presso l'Accademia navale di Livorno. Nel 1888 fu promosso capitano di corvetta e messo in posizione ausiliaria, nel 1893 ottenne il grado di capitano di fregata.
Il 9 gennaio 1900 fu decorato con la Medaglia d'oro di 1ª classe "per la capitale influenza esercitata dai suoi lavori sullo studio dell'arte militare marittima", essendo stato messo a riposo il 7 gennaio dello stesso anno. Nel periodo 1899-1925 pubblicò solamente La missione dell'Italia (1914), non intervenendo né sulla Guerra di Libia né sull'intervento italiano nella prima guerra mondiale. Venne richiamato temporaneamente in servizio attivo il 12 giugno 1915 ed assegnato al Servizio Informazioni a Berna da dove inviò a Roma importanti e utili considerazioni. Morì a Torino il 21 aprile 1925.

## Bonamico storico
Bonamico parte da considerazioni generali sullo sviluppo delle marinerie, per arrivare a conclusioni, secondo il suo parere, applicabili in ogni caso. Tali considerazioni partono da 10 cause che influenzano lo sviluppo del potere marittimo (climatologia, geografia militare, geografia politica, topografia militare, posizione della capitale, elementi di industria marittima, elementi della ricchezza, etnologia, ordinamento politico, civiltà) e tali elementi sono valutati uno per uno (tranne gli ultimi quattro) determinando così lo sviluppo relativo del potere marittimo. Egli critica Mahan, in quanto gli elementi proposti presentano problematiche sia nella definizione sia nella completezza, passando poi ad esaminare i criteri proposti dall'americano (posizione geografica, conformazione fisica, estensione territoriale, numerosità della popolazione, carattere della popolazione, carattere del governo) e li esamina uno per uno traendo interessanti conclusioni sullo sviluppo di alcuni stati (particolarmente per l'Italia le repubbliche preunitarie (Genova e Venezia).
Bonamico prevede diverse gradazioni dal dominio marittimo, cioè:
- dominio assoluto e incontrastato (guerra di Crimea);[17]
- dominio fortemente contrastato e non conseguito (guerre anglo-olandesi del XVII secolo);[18]
- dominio contrastato ma conseguito o conseguibile (guerra sino-giapponese).[19]

Valutando le guerre dal XVI al XIX secolo (cioè quello che egli stesso definisce "il periodo velico"), nota che, mentre nel XVI secolo il vento (e la configurazione del territorio) operava come azione disgiuntiva dal punto di vista della strategia navale, nel XVII e XVIII secolo, invece, fu sfruttato quasi unicamente dal punto di vista tattico (naturalmente con le dovute eccezioni, tra cui include, ovviamente, Nelson), dato che dal punto di vista strategico le limitate probabilità di riuscita della concentrazione delle forze ne limitavano l'applicabilità.

### La teoria del potere marittimo
Studiando il potere marittimo, Bonamico afferma che Mahan e Callwell non hanno sviluppato una vera teoria del potere marittimo, in quanto questa dovrebbe comprendere:
- una base teorica elementare;
- un fondamento storico;
- una ragione (razionalità) politica;
- una ragione militare;
- le sintesi di quanto sopra[22].

Classifica inoltre tre livelli di obiettivi di strategia marittima:
- assoluti (che riguardano la sicurezza dell'esistenza della nazione, e che devono essere conseguiti indipendentemente dalle eventuali alleanze, se si vuole conservare il rango di potenza marittima);[23]
- relativi (cha riguardano solo interessi economici e dignità della nazione);[24]
- complementari (che riguardano solo il prestigio e la prosperità della nazione);[25]

Indica anche la necessità di una "preparazione politica esterna" ovvero una strategia politica (tanto marittima quanto continentale) per gestire il potere marittimo.
Inoltre indica che gli effetti del dominio del mare sulle attività terrestri, pur essendo soprattutto strategici, è possibile che possano avere anche effetti tattici. Inoltre indica che l'annientamento della flotta nemica non può rappresentare lo scopo finale del dominio marittimo, in quanto non assicura, dopo la eventuale vittoria in battaglia, l'occupazione dei centri vitali del nemico.
Bonamico non fa rientrare la "guerra di corsa" (cioè la distruzione del naviglio mercantile del nemico) nel potere marittimo, in quanto da sola non può portare alla conclusione del conflitto, e comunque deve essere sostenuta da un potere navale ad essa dedicato.

### La guerra ispano-americana
Bonamico dedica uno studio molto accurato alla guerra ispano-americana, in diversi punti delle sue opere. Nelle sue considerazioni generali sulla tattica navale nel periodo del vapore si riferisce alla battaglia di Cavite ed alla battaglia di Santiago.
In particolare analizza a fondo questa guerra con cinque saggi sulla Rivista Marittima nel 1898, ed un saggio conclusivo (una volta pubblicate anche altre opere, uscite dopo la fine del conflitto) nel 1900. Nel primo saggio sviluppa le considerazioni sommarie, cercando di indicare gli obiettivi militari, gli elementi di sviluppo potenziale e la situazione iniziale mettendo bene in chiaro che gli interessi europei erano molto più compromessi di quanto non fossero gli stessi interessi nel caso della analoga crisi di Candia, già risolta pacificamente.
Nell'analisi delle motivazioni politiche della guerra si rifà agli scritti del Mahan per indicare che lo scopo degli Stati Uniti era quello di assicurarsi sia il dominio sull'arcipelago dei Caraibi sia il controllo del futuro canale attraverso l'istmo di Panama. Fra l'altro indica, già alla fine del XIX secolo, come prevedibile un'alleanza degli Stati Uniti con la Gran Bretagna, dalla sua analisi dei possibili obiettivi, giudica che la guerra sarà decisa nel Mar dei Caraibi, indipendentemente dall'evoluzione sugli altri teatri, quindi che a decidere il conflitto sarà il potere navale. Successivamente indica i motivi per cui gli Stati Uniti sotto questo aspetto hanno una superiorità in tutti gli elementi obiettivi del potere marittimo sulla Spagna, che, da parte sua non può mettere in campo la flotta in tempi brevi. Bonamico, fra l'altro, si duole che l'Europa (così come la considera) non possa intervenire in appoggio alla Spagna per difendere i suoi possedimenti. Esaminando la situazione nei due teatri di guerra (Atlantico e Pacifico), esclude la possibilità per la Spagna di poter difendere le Filippine in presenza anche di un limitato sforzo navale americano e che, comunque, dal punto di vista strategico le due squadre (statunitense e spagnola) presero le decisioni più opportune in base alla situazione e quindi che la partita dovrà essere giocata a Cuba, sempre da parte della flotta spagnola, dato che territorialmente gli Stati Uniti non avevano possibilità di sbarcare corpi di spedizione terrestri, quindi l'unica speranza era che la flotta di Cervera (alle Canarie) fosse in grado di intervenire, inoltre indica che le basi delle Filippine non rappresentavano quanto di meglio potesse fare la Spagna nel lungo periodo della dominazione sulle isole stesse. Secondo lui la squadra navale statunitense destinata alle Filippine aveva una costituzione strategica e tattica estremamente imperfetta, mentre la squadra navale spagnola era militarmente quasi inesistente. Invece la flotta statunitense destinata alle Antille (cioè a Cuba), non poteva essere utilizzata convenientemente per le differenze di velocità (8-20 nodi) e l'eterogeneità dei tipi che la componevano, la squadra spagnola, pur essendo sulla carta superiore o pari a quella statunitense era limitata pesantemente dalle carenze di manutenzione e di addestramento. Bonamico critica Sampson per la puntata su San Juan de Porto Rico lasciando quindi scoperto il blocco dell'Avana, operazione inutile sia dal punto di vista strategico sia da quello tattico. Comunque le forze spagnole terrestri, se opportunamente supportate da quelle navali, avrebbero potuto avere ragione dei guerriglieri in entrambi i teatri.
Analizzando la "direttività" della guerra (cioè l'assegnazione dei compiti strategici alle varie forze armate), pur criticando gli Stati Uniti per l'acquiescenza all'opinione pubblica, tuttavia assegna alla Spagna il massimo di mancanza di direttività, in quanto "era inevitabile che la piazza assumesse la dittatorialità della guerra", tanto premesso aggiunge che le direttive effettivamente date al Cervera erano basate su illusioni rispetto alla realtà. Inoltre critica la marina degli Stati Uniti per la divisione delle forze, effettuata senza tenere conto delle caratteristiche strategiche delle navi, ma solo delle caratteristiche tattiche.
Per quanto riguarda la potenzialità tattica nel combattimento di Santiago ritiene la superiorità della flotta statunitense pari a circa il doppio di quella spagnola.
Bonamico indica che la guerra di secessione americana non rappresentò dal punto di vista navale altro che una guerra costiera e fluviale, dato che i Confederati non avevano una flotta da opporre ai Federali, indicando nel Mahan la persona che aveva stimolato gli Stati Uniti verso il potere marittimo, cioè che fu il "Pietro l'Eremita della prima crociata per la conquista del vello cubano". Al contrario la Spagna non aveva una chiara indicazione su dove opporsi all'attacco statunitense, preferendo quindi usare l'esercito invece della flotta. Gli Stati Uniti si mossero con notevole avvedutezza per la preparazione internazionale al conflitto, mentre la Spagna non si accorse del pericolo che all'ultimo momento. Invece gli Stati Uniti mancarono nell'organizzare per tempo un esercito che potesse contrastare le forze spagnole già presenti a Cuba e nelle Filippine, mentre fu buona la preparazione della marina. Invece la Spagna, pur avendo gran parte delle sue forze terrestri a Cuba, non aveva predisposto con oculatezza la propria flotta.

### La guerra russo-giapponese
Bonamico dedica diversi articoli alla guerra russo-giapponese, evidenziando tutti gli aspetti rilevanti della lotta. Egli afferma che la civiltà giapponese, russa e cinese sono come spirito (morale) militare in questo ordine, mentre sono in ordine inverso come massa militare potenziale. La preparazione politica della Russia fu estremamente manchevole sotto l'aspetto della possibilità di essere sconfitta dal Giappone, soprattutto considerando che fra la Manciuria e la Russia europea si trova tutta la Siberia cioè 7000 km di territorio e che l'unica via di comunicazione era la ferrovia transiberiana, non potendosi considerare efficienti le ferrovie del teatro di guerra (Manciuria e Liao Tang), di circa 2000 km, ma in gran parte ancora incomplete. Bonamico fa rilevare inoltre che le potenze marittime (Gran Bretagna e Stati Uniti) appoggiarono il Giappone, mentre le potenze continentali (Francia in primis ed anche Germania ed Austria-Ungheria) appoggiarono, almeno moralmente le seconde, la Russia, nonostante le divergenze in politica estera.
Bonamico constata che il Giappone centrale costituisce una regione invulnerabile per qualsiasi marina, mentre la Russia è ancora in fase embrionale nella sua preparazione del teatro di guerra. Critica pesantemente la Russia per non aver trasferito immediatamente (prima dell'inizio delle ostilità) la flotta del Baltico (di base a Kronstadt) verso l'Estremo Oriente e per aver tenuto separate le due squadre di Port Arthur e di Vladivostok. Bonamico mette inoltre in evidenza inoltre l'estrema rilevanza di Port Arthur come possibile base per la flotta, qualsiasi sia la scelta russa per il controllo del mare. L'utilizzo di Port Arthur per una difesa "temporeggiata" (cioè una difesa attiva con esploratori che partono dalla base) è esclusa per le caratteristiche delle navi presenti nella base stessa, dimostrando quindi vieppiù che la mancata preparazione russa alla guerra rappresentava un grosso handicap per la flotta.
Per quanto riguarda l'esercito russo, non ritiene che la forza all'inizio della guerra (valutata fra 200.000 e 270.000 uomini), possa essere mantenuta nel corso del tempo, anche ammettendo che la Transiberiana possa essere considerata una "ferrovia modello".
Bonamico non prevede la possibilità di uno sbarco direttamente su Port Arthur, mentre prevede l'attacco in Corea e verso Mukden per interrompere la Transiberiana nella zona di Charbin partendo comunque da Mukden. Questo prevede la necessità di occupare basi sia nel Mar del Giappone (Andong-Visu), quanto nel Mar Giallo (Cemulpo).
Bonamico critica i comandanti giapponesi, perché, avendo iniziato la guerra non effettuarono immediatamente lo sbarco in Corea che era già stato programmato, ma lo effettuarono solo nei due mesi successivi, permettendo così ai russi di rinforzare le loro truppe terrestri già presenti portando in campo tre corpi d'armata completi (4º Corpo siberiano e 126° e 17º Corpo europeo), più altri reparti del 1º Corpo europeo, inoltre i ritardi nell'inizio dell'offensiva terrestre hanno permesso ai russi di poter mantenere il controllo di Vladivostok almeno per tutto l'inverno.
Ritiene che, dopo la caduta di Port Arthur il Giappone dovrebbe cercare accordi di pace con la Russia, senza pensare ad estendere ulteriormente i suoi possedimenti, accettando comunque un arbitrato dell'Inghilterra.

## La critica della battaglia di Lissa
A differenza di altri storici, Bonamico non imputa la sconfitta di Lissa alla migliore impostazione dello schieramento tattico di Teghetoff, ma ad altri motivi: la causa della sconfitta sarebbe dipesa dalla scarsa manovrabilità delle navi italiane, che non aveva permesso loro di utilizzare lo sperone, e quindi pur essendo superiori in corazze e artiglierie, avevano perso la battaglia, mentre la flotta austriaca, che aveva avuto l'ordine di utilizzare lo sperone, riuscì nell'intento unicamente con l'affondamento del Re d'Italia, mentre gli altri tentativi di speronamento non portarono a nessun risultato. L'errore fondamentale fu quindi quello di cercare di usare il rostro, senza utilizzare appieno il cannone, mentre il rostro avrebbe dovuto restare come "ultima misura". Comunque ritiene che un ulteriore ammaestramento dalla battaglia possa esse indicato nella prontezza sull'azione di ogni nave (cioè ottenere la superiorità sul nemico appena dichiarata la guerra). Tutto questo porta alla necessità di un rinnovamento dei quadri della Marina, senza affidarsi ad un'unica personalità, in quanto "uomini eccezionali sono il prodotto di tempi eccezionali".
Secondo il Bonamico la battaglia di Lissa fu persa per l'insufficienza della direzione più che dall'insufficienza del materiale. Fa notare inoltre che i comandi supremi diedero alla flotta obiettivi secondari (l'occupazione dell'isola di Lissa), invece di obiettivi principali (la distruzione della flotta austriaca). Comunque mancò completamente l'esplorazione strategica, per cui la flotta austriaca riuscì a sorprendere quella italiana.
Secondo il Bonamico la guerra del 1866 fra Italia e Impero Austriaco iniziò senza una preparazione politica austriaca e senza una preparazione militare italiana.

## Lo sviluppo della Regia Marina fino al 1910
Nel corso della carriera di Bonamico la Regia Marina ebbe uno sviluppo notevole, in parte sotto la spinta delle sue pubblicazioni, ma anche per l'occupazione della Tunisia, ed in particolare di Biserta da parte della Francia. Tale sviluppo ebbe un arresto nel periodo della Guerra di Etiopia. Comunque nel corso degli anni la flotta italiana aumentò notevolmente il tonnellaggio ed i tipi di navi presenti in linea.
Nel 1899 Bonamico mise in guardia l'opinione pubblica sul fatto che, mentre le altre potenze avevano accresciuto gli armamenti navali l'Italia aveva varato solo 3.000 t di naviglio militare.

### Il Problema con la Francia
Boanamico tratta a fondo il problema di un confronto con la flotta francese, che a sua volta deve confrontarsi con la flotta inglese, ma, mentre per l'Italia il problema francese è fondamentale, in quanto l'esistenza e l'indipendenza della nazione dipendono dal potersi difendere dalla Francia, il problema francese è solo relativo, in quanto la Francia non rischia la propria esistenza in un'eventuale guerra con l'Inghilterra. Il problema non è un confronto diretto con la flotta francese, ma solo un confronto con le navi di scorta che potrebbero essere rese disponibili per l'eventuale convoglio per lo sbarco, quindi la flotta in difesa deve evitare combattimenti con il grosso della flotta avversaria (se superiore) ed avere una velocità più elevata per un'eventuale rottura del combattimento, comunque sarebbe necessario avere una flotta pari ad almeno la metà della flotta avversaria (a parità di efficienza).
Bonamico ritiene che la Francia possa bombardare le città costiere italiane in caso di conflitto, così come proposto da diversi autori marittimi francesi e soprattutto dalla Jeune ècole come mezzo per far accettare la resa (alla Francia) all'opinione pubblica italiana.
Egli sostiene che il futuro sarà delle torpediniere o degli arieti-torpedinieri, dato che, secondo il suo parere, la massima efficacia negli scontri notturni sarà del siluro o del rostro, indicando comunque che le migliori navi (per la marina italiana) siano: torpediniere, incrociatori torpedinieri, arieti incrociatori e incrociatori corazzati, affiancati da esploratori strategici.

## Teoria generale del potere marittimo
Bonamico analizza lo sviluppo del potere marittimo nel tempo, in base alla sua classificazione dei periodi. Nel periodo remico, a causa della scarsa autonomia navale era necessario creare una catena di basi per la flotta, soprattutto su isole (per assicurare una buona difendibilità), limitandone comunque il numero per garantire una difesa migliore, e, anche qualora fosse stato stabilito un blocco, questo non poteva esser mantenuto per un tempo abbastanza lungo, e comunque solo nella buona stagione.
Nel periodo velico, invece era possibile mantenere per lunghi tempi un blocco anche su una costa abbastanza estesa.
Invece, se viene conquistato il dominio navale, nel periodo del vapore può essere possibile il blocco totale delle attività nemiche, anche se al momento in cui scrive (1895) non ne è ancora stata data la dimostrazione.
Ritiene che la distruzione del commercio nemico (guerra da corsa), pur essendo il metodo meno efficace (e più lungo) per ottenere il dominio del mare, possa avere "qualche peso sulla bilancia della guerra", evidenziando comunque che possa essere utilizzata solo da nazioni che non hanno un grande commercio estero.
Bonamico evidenzia che se non si ha il potere marittimo e si deve conquistare (almeno parzialmente) è assolutamente necessario tenere un atteggiamento offensivo, mentre se si ha già il potere marittimo si deve tenere un atteggiamento difensivo, a differenza di quanto può essere previsto in ambito terrestre.

### Il potere marittimo e la forma di governo
La forma di governo ritenuta da Bonamico come la più adatta a generare e gestire il potere marittimo è una forma "aristocratica", in cui l'aristocrazia è un'èlite sociale aperta e con base elettiva (vedi la Repubblica di Venezia). Egli evidenzia anche che il governo, qualunque esso sia, non può imporre coercizioni che non siano artificiose allo sviluppo del potere marittimo, ma può imporre solo nella coscienza del popolo una necessità del potere marittimo.
Bonamico comunque mostra come la Repubblica di Venezia abbia avuto, nel corso della sua storia, fasi ascendenti e discendenti del suo potere marittimo (queste ultime in particolare fra il 1250 ed 1400 e fra il 1600 ed il 1650) e come l'Inghilterra stia seguendo una curva pressoché analoga.

## L'europeismo di Bonamico
Bonamico, sia pure in base ai canoni dei suoi tempi, si considerava europeo, e particolarmente legato alla Triplice alleanza (Germania, Austria-Ungheria ed Italia), che considerava il nucleo dell'Europa futura, se vi avesse aderito anche la Gran Bretagna. Questo in quanto considerava la triplice un'alleanza unicamente difensiva, come era in realtà negli intendimenti italiani. Questo sotto l'ispirazione di Victor Hugo, che aveva affermato che l'Europa si stava avviando ad un'era di pace. Tuttavia, considerando la Germania una potenza continentale, non si accorgeva che l'incremento (quantitativo e qualitativo) della flotta tedesca la rendeva concorrente sui mari della Gran Bretagna.
L'europeismo di Bonamico è comunque antifrancese, nel senso che per lui la Francia, già alleata nei secoli precedenti con l'Impero ottomano, essendo attualmente alleata della Russia, rappresenta un pericolo micidiale per l'Europa che egli ha in mente, cioè un'Europa opposta a qualsiasi ingerenza slava o statunitense.
Per tale motivo ritiene indispensabile un intervento armato nei Caraibi per proteggere la Spagna dalle intromissioni degli Stati Uniti, prevedendo, fra l'altro, che una perdita del controllo dell'Atlantico sarebbe una "sentenza di morte" per la civilità europea.
Per quanto riguarda l'irredentismo, prevede (o si illude) che l'Austria-Ungheria possa cedere spontaneamente all'Italia Gorizia e Trieste in cambio di territori sul Mar Nero.
Analogamente ingenuo è quando propone un accordo fra Inghilterra e Spagna con uno scambio fra Ceuta e Gibilterra.

### Bonamico ed il problema delle alleanze
Bonamico pone il problema di come l'Italia deve gestire le sue alleanze, sia nella triplice sia in un'eventuale alleanza con l'Inghilterra, sostenendo che i problemi essenziali devono essere risolti con le sole forze nazionali, ma che nessuna alleanza può garantire i problemi di espansione della nazione. Solo la capacità di salvaguardare la propria esistenza, indipendentemente da qualsiasi alleanza, permette ad una nazione di essere una "grande nazione".
Esaminando il problema di un'alleanza con l'Inghilterra Bonamico mette in evidenza i vantaggi che potrebbe ottenerne l'Italia in campo continentale, oltre ovviamente a quello marittimo, ma avvisa che "Chi può dar poco o non basta a se stesso non può illudersi di ricevere [da un'alleanza] più di quanto può dare". Tanto premesso Bonamico sconsiglia un'alleanza con l'Inghilterra, in quanto una simile alleanza tenderebbe a trascinare l'Italia in operazioni coloniali superiori ai suoi limiti e potenzialità.
Esaminando il problema di un'alleanza italo-tedesca, cioè una "duplice alleanza" con la Germania, Bonamico evidenzia che una simile alleanza, pur tutelandoci a sufficienza in una guerra con la Francia, funzionerebbe solo come deterrente se l'Austria restasse alleata della Germania. In ogni modo l'Italia deve restare in un'alleanza (cioè nella triplice)in quanto "stato debole".

## Bonamico e il colonialismo
Bonamico è decisamente anticolonialista, in quanto classifica l'acquisizione di colonie come un obiettivo "complementare" per una strategia navale di qualsiasi nazione.
Bonamico,analizzando lo sviluppo della civiltà europea, ritiene che il colonialismo rappresenti un handicap per gli stati che lo attuano largamente (Inghilterra) in quanto sposta l'attenzione dell'opinione pubblica da un potere marittimo ad un sistema essenzialmente continentale.

## Le previsioni di Bonamico
Nelle sue opere inserisce diverse previsioni sull'evoluzione del potere navale nel XX secolo, tuttavia non riesce a prevedere né lo sviluppo dei mezzi subacquei né lo sviluppo dei mezzi aerei. Alcune previsioni in realtà si avverarono, mentre altre furono smentite dalla storia successiva. Fra le previsioni che si avverarono fu quella (precedente alla battaglia di Tsushima) che il Giappone avrebbe sviluppato un forte potere marittimo nei primi decenni del XX secolo e quelle che un attacco deciso al commercio dell'Inghilterra avrebbe potuto portare la nazione al collasso senza arrivare ad una vera e propria invasione (come dimostrato, anni dopo, dalla prima e seconda guerra mondiale). Altra previsione avveratasi è che l'Oceano Pacifico avrebbe aumentato la sua importanza dal punto di vista commerciale, una volta realizzato il Canale di Panama, quindi avrebbe aumentato la sua importanza militare nel corso del XX secolo. Gli Stati Uniti, dopo un periodo di alleanza con la Gran Bretagna, si sarebbero resi comunque indipendenti ed arbitri del proprio destino. Altra previsione avveratasi in realtà fu che il sistema di Togo di 
(Domenico Bonamico, Scritti sul potere marittimo (1894-1905))
(cioè in termini moderni task force) si sarebbe sostituito a quello delle formazioni unitarie.
Bonamico afferma che se un elemento disgiuntivo può essere attraversato di sorpresa in meno di 24 ore non costituisce una difesa valida, ciò dovrebbe togliere qualsiasi valore disgiuntivo alla Manica, se fosse possibile un attraversamento della stessa "di sorpresa", cosa che con lo sviluppo del radar e dei mezzi aerei non è più fattibile. Bonamico sostiene anche che nelle condizioni politiche del periodo di cui scrive (1905) non è possible una guerra che richieda un blocco continentale, previsione smentita successivamente dalle due Guerre mondiali.
Degno di nota è l'aforisma che, poiché la vitalità delle marinierie (commerciali) deriva dall'industria del ferro e dell'energia termica del combustibile ne consegue che esse sono le arbitre della concorrenza e del traffico, prefigurando quindi, prima dell'inizio del XX secolo, la crisi petrolifera degli anni 1970.

Invece sono sbagliate completamente altre previsioni: 
(D. Bonamico, p. 764)
 E quella (successiva alla battaglia di Tsushima) sulla possibilità di usare il rostro nel combattimento navale, tuttavia in seguito a tale battaglia previde un grande sviluppo dell'uso della rediotelegrafia in ambito navale.

## La postfazione
La postfazione all'opera di Bonamico è scritta da Ferruccio Botti (curatore dell'opera) e tratta dei problemi lasciati aperti dallo scrittore. In particolare il Botti evidenazia che Bonamico no ha mai citato Corbett e non ha preso in considerazione le ultime opere del Mahan e del Cadwell, inoltre indica che non ha considerato le opere di Grillo, Sechi e Gravina di Ramacca.
Il Botti indica in Bonamico il Mahan italiano, già richiesto dall'Astuto con la traduzione italiana dell'opera dello statunitense.
La posizione di Bonamico non può essere confrontata direttamente cone quella del Mahan, Callweel e Corbett, per le diverse situazioni dell'Italia rispetto ai Paesi anglosassoni dell'epoca, cioè la Marina italiana non era ancora formata e veniva da una guerra in cui era stata pesantemente sconfitta.
L'europeismo di Bonamico è orientato soprattutto al controllo da parte italiana dell'espansione marittima della Germania, quindi la "sua" Europa deve avere una forte connotazione marittima (con l'ingresso dell'Inghilterra e mediterranea).
In un periodo di continua evoluzione tecnica in cui vengono sviluppate nuove armi (siluro; mina e sommergibile) Bonamico non fornisce una sintesi dottrinaria, e, particolarmente nei suoi ultimi scritti, mette in evidenza l'incertezza sia in campo strategico sia in campo tattico.
Già nel 1881 fornisce una definizione di strategia in cui si trova la correlazione fra attività terrestri e marittime, pur accettando che la strategia è ormai diventata una scienza (in quanto basata su principi), che però si è sviluppata solo con l'introduzione del vapore, che ha permesso azioni prolungate ed esatte come quelle degli eserciti.
Bonamico ha un pesante limite nel non considerare la rilevanza per l'Italia della protezione delle comunicazioni marittime, che invece è evidenziata da altri autori italiani coevi. Bonamico è favorevole alla "fleet in being" (flotta in potenza), in quanto ritiene che la flotta italiana, se dovesse affrontare una flotta superiore, non potrebbe comunque garantire l'integrità territoriale della nazione.
Botti evidenzia come la mancanza di approfondimenti delle tesi di Bonamico abbiano condizionato le attività delle Regia Marina nelle due guerre mondiali (specialmente la seconda), nei campi che si sono dimostrati più critici come la cooperazione interforze ed il controllo delle comunicazioni.

## Opere di Bonamico

### Opere tecniche
- Sinossi di tattica navale - anno scolastico 1878-1879, Scuola di Guerra, Torino (1878)
- La difesa marittima dell'Italia, Tipografa G. Barbèra, Roma (1881)[127]
- Considerazioni sugli studi di geografia militare e marittima, Tipografia G. Barbèra, Roma (1881)
- Per la difesa dello stato. Considerazioni sull'opera del Ten. Col. Perrucchetti, Forzani, Roma (1884)
- Indicatore del movimento reale e relativo, Sichero, Spezia (1887)
- Telemetro automatico, Accademia Navale, Livorno(1888)
- Il problema marittimo dell'Italia, Lega Navale, Spezia, (1899)
- La missione dell'Italia, Fattori e Puggelli, Firenze (1914)

### Articoli suRivista Marittima
- Sulla trasformazione del problema militare marittimo (1881)
- Strategia navale - Considerazioni generali (maggio 1894)
- Criteri di potenzialità marittima (marzo e aprile 1895)
- Velocità economiche (1889)
- La situazione militare mediterranea (giugno 1895)
- Indicatore di movimento (1895)
- Considerazioni critiche sull'opera "La guerra austriaca nell'Adriatico" (1897)
- Il conflitto ispano-americano (1898)
- Il potere marittimo (1899) (tradotto in inglese[128] e tedesco[129])
- Mahan, Callwell e il potere marittimo (1897-1899)[130]

### Opere letterarie
- Taide. Scene elleniche, Giusti, Livorno (1886)
- Lirica del mare, Forzani & C., Roma (1896)